# مديرية الحجيلة

تعديل مصدري - تعديل

مديرية الحجيلة إحدى مديريات محافظة الحديدة في غرب اليمن. بلغ عدد سكانها 9694 نسمة عام 2004.